# Casas de los Cinco Regentes
Las Casas de los Cinco Regentes (五摂家; go-seike o go-sekke) es un término colectivo para cinco familias del clan Fujiwara. Los líderes de estas familias monopolizaron la posición de Sekkan en la Corte Imperial de Kioto entre los siglos XII y XIX. Las cinco casas son Konoe, Takatsukasa, Kujō, Ichijō y Nijō.
El clan Fujiwara también tenía otras familias, pero tradicionalmente solo estas cinco eran elegibles para el registro. Eran las familias más poderosas políticamente entre los kuge (funcionarios de la corte).
Como el clan imperial reclamaba el descenso de la diosa Amaterasu, en la tradición Fujiwara, el clan descendía de otro antiguo kami, Ame-no-Koyane. Aparentemente, solo estos dos clanes se quedaron en la era moderna para reclamar el descenso de los kami.